# Villa Berger (Langenfeld)

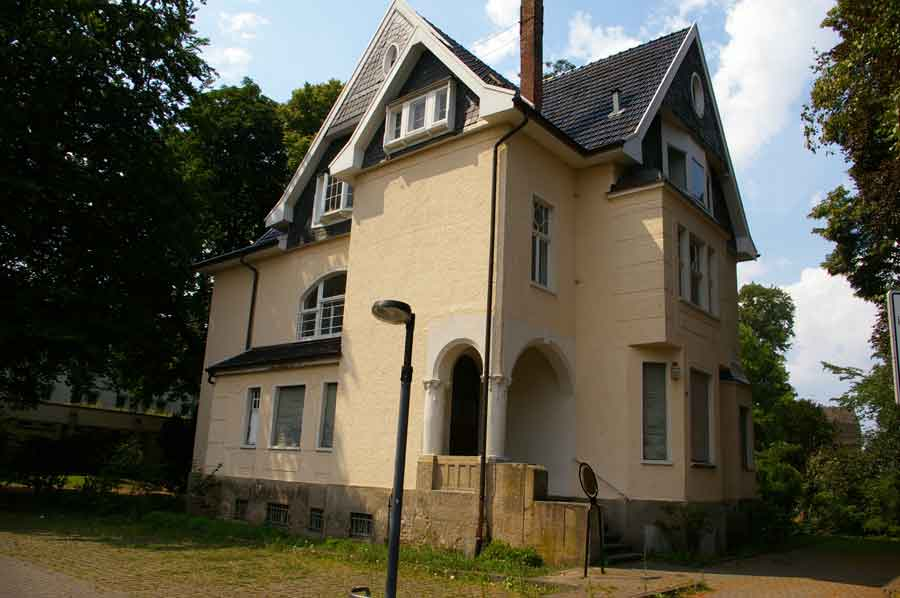
Villa Berger in Langenfeld

Die Villa Berger ist ein Baudenkmal im heutigen Stadtteil Mitte der Stadt Langenfeld.
Bauherr des Anwesens war der 1858 in Richrath geborene Julius Issac Berger. Er ließ das Gebäude in den Jahren 1906/07 nach einem Entwurf des Düsseldorfer Architekten Oskar Rosendahl im späthistoristischen Baustil errichten. Berger lebte mit Frau Bertha und vier Kindern gut zwanzig Jahre in der Villa. Unternehmen wie Privatvermögen wurden in der Zeit des Nationalsozialismus durch die Machthaber konfisziert. Die Villa soll damals gegen Zahlung von 40.000 Reichsmark den Besitzer gewechselt haben. Der Betrag wurde anschließend als „Judensteuer“ an das Deutsche Reich abgeführt, sodass es sich um einen – keineswegs beispiellosen, sondern der Zeit typischen – Akt der Ausplünderung ehemaliger jüdischer Mitbürger gehandelt hat. Nach der totalen Demolierung des Hauses während der Pogromnacht wurde der Prokurist und Schwiegersohn der Unternehmerfamilie Bernhard, Ernst Ibach, neuer Besitzer des Hauses.
Eine der Töchter der Familie, Aenne Jeanette Berger kehrte nach ihrer gewaltsamen Vertreibung an den Rhein zurück. Sie starb im Jahre 1981 in Düsseldorf und ließ sich auf dem Jüdischen Friedhof in Richrath beisetzen. Auf ihren Grabstein steht nur „Langenfeld: Geburtsort – Ruhestätte“ ohne Angaben von Jahreszahlen.
Nach dem Krieg erwarb die Stadt das Haus und führte es unterschiedlichen Nutzungen zu. Zunächst wurde es als Jugend-, Kultur- und Standesamt genutzt, da die Räumlichkeiten in der Hauptstraße 11–13 zu beengt für alle Ämter der Stadt Langenfeld waren. Ab 1978 ging es in das Eigentum des Landes NRW über, das das Haus als Nebengebäude des Amtsgerichtes nutzte, welches zunächst in den Räumlichkeiten des alten Rathauses untergekommen war. Von 1997 bis 2000 mietete es die Stadt Langenfeld zur Nutzung als Jugendmusikschule an. Nach zwei Jahren des Leerstands erwarb der Kaufmann Markus Weber das Gebäude. Nach einer umfangreichen Renovierung wird das Haus seither als Büro genutzt.